# Choroszcz
Choroszczⓘ é um município no nordeste da Polônia. Pertence à voivodia da Podláquia, no condado de Białystok. É a sede da comuna urbano-rural de Choroszcz. Localizado no córrego Horodnianka. Faz parte da aglomeração urbana de Białystok.
Estende-se por uma área de 16,8 km², com 6 162 habitantes, segundo o censo de 31 de dezembro de 2024, com uma densidade populacional de 367 hab./km².
Na cidade há uma residência de verão da família Branicki reconstruída na década de 1960, agora o Museu de Interiores do Palácio, um parque histórico do palácio, uma igreja e mosteiro pós-dominicano, uma igreja ortodoxa, 4 cemitérios históricos e um hospital psiquiátrico localizado nas instalações da antiga fábrica de cobertores e tecidos, que pertencia à família Moes.

## Localização
A cidade faz parte da aglomeração urbana de Białystok. Está situada na fronteira do Parque Nacional do rio Narew. Choroszcz está situada na antiga Terra de Bielsk na histórica Podláquia. A cidade real situava-se no final do século XVIII no condado de Grodno, da voivodia de Troki. Nos anos 1975-1998, a cidade pertencia administrativamente à voivodia de Białystok.
O córrego Horodnianka atravessa a cidade.

## História

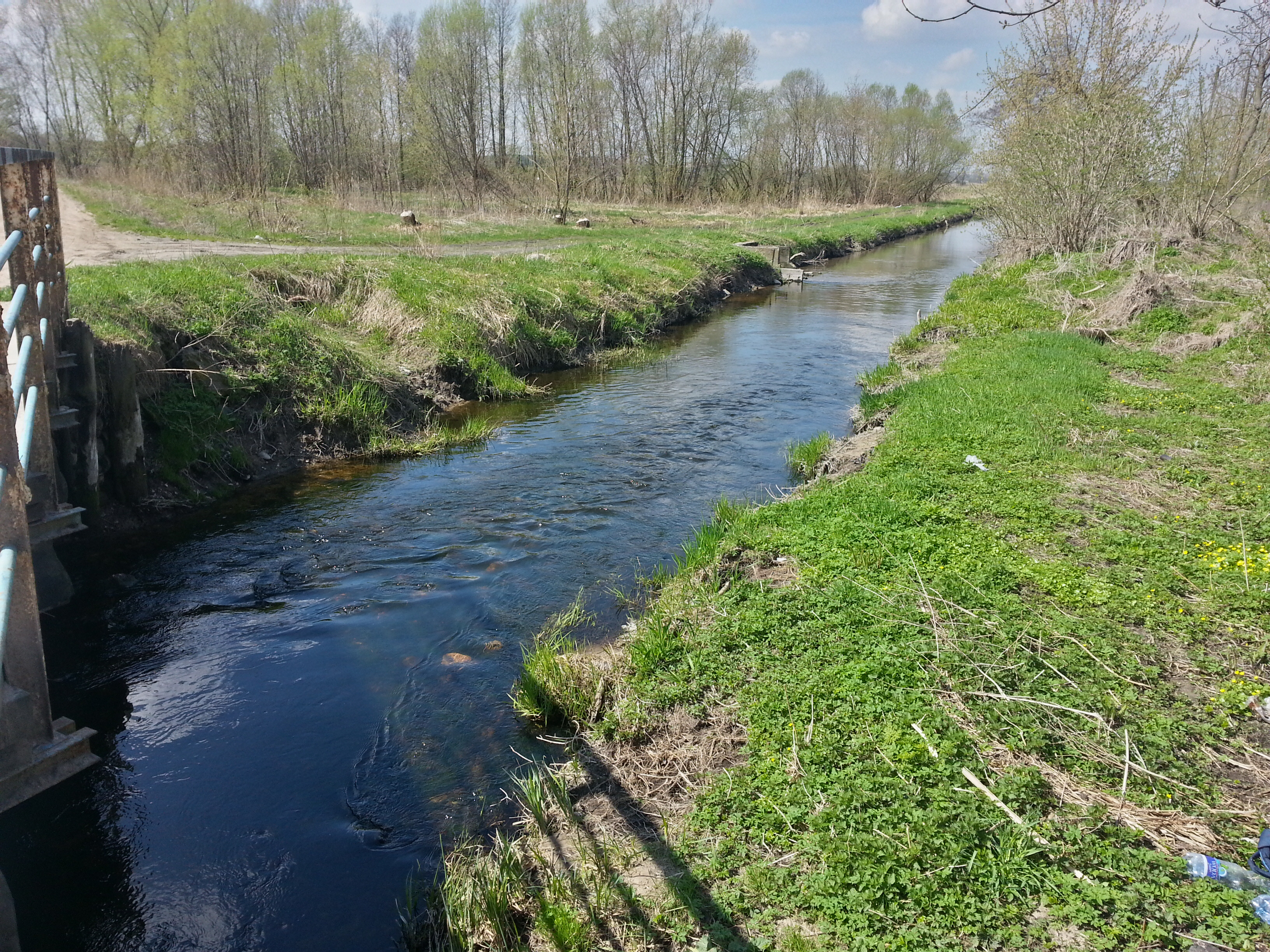
Córrego Horodnianka em Choroszcz

Os primeiros vestígios da presença humana na área datam do período Mesolítico. Foi aqui, na floresta primitiva, que o Bosque Sagrado supostamente foi localizado. As guerras dos séculos XII e XIII na fronteira polaco-jotvingiana-rutena não despovoaram completamente a floresta. Apicultores, carvoeiros e lenhadores forneciam mel, carvão, cera, potassa, madeira e outros produtos. Eles também deram nomes a muitos lugares, como Przełajna Góra, Porosły, Izbiszcze, Złotoria ou Choroszcz.
No final do século XV, Choroszcz e arredores tornaram-se propriedade de um boiardo da região de Kiev, o voivoda Ivan Chodkiewicz. Seu filho Aleksander administrou sua propriedade em grande escala, derrubando árvores, construindo moinhos e oficinas rurais para o processamento de tecido de lã, assentando colonos da Rutênia e da Mazóvia. Com o tempo, surgiram as vilas de Ruszczany, Zastawie, Sienkiewicze, Barszczewo, Jeroniki, Żółtki e moinhos na aldeia de Dzikie foram construídos nos terrenos de Chodkiewicz. Em 1506 Aleksander concedeu a Choroszcz a propriedade do mosteiro em Supraśl. Os monges construíram uma igreja ortodoxa e prestaram cuidados pastorais ao povo da fé grega. Em 1533, Choroszcz retornou à família Chodkiewicz. Graças aos esforços de Aleksander, em 1507 Choroszcz recebeu direitos de cidade do rei Sigismundo I com a obrigação de fornecer uma equipe armada em caso de guerra.
No século XVI, a cidade desenvolveu-se intensamente. Os primeiros registros de colonos judeus datam de meados do século XVI. Choroszcz era então o centro das circulações de mercadorias, e as estradas a ligavam aos principais centros da Podláquia. Feiras e indulgências eram realizadas aqui, e a vida religiosa floresceu. No final do século XVI, Choroszcz era uma cidade com cerca de 200 casas e 1 200 habitantes. Em 1587, Anna Chodkiewiczówna trouxe Choroszcz como dote no seu casamento com Paweł Pac. Seu herdeiro foi Mikołaj Stefan Pac, voivoda de Troki e futuro bispo de Vilnius, que trouxe a Ordem Dominicana para Choroszcz em 1654.
A disposição espacial da cidade nos séculos XVI e XVII é desconhecida. A vida provavelmente se concentrava no centro, ao redor da praça do mercado. Havia uma igreja, um mosteiro, uma igreja ortodoxa e a mansão dos Chodkiewicz, onde o bispo de Vilnius, Stefan Mikołaj Pac, também poderia residir. O século XVII passou tragicamente na história do país — Choroszcz não foi poupada de guerras, epidemias e incêndios. Um incêndio em 1683 destruiu completamente a cidade — 600 casas, um mosteiro, uma igreja católica e uma ortodoxa foram incendiadas. Em 1703 Choroszcz e aldeias adjacentes foram compradas por Stefan Mikołaj Branicki das mãos do general Jerzy Mniszch. Outro incêndio contribuiu para a queda da cidade em 1707.

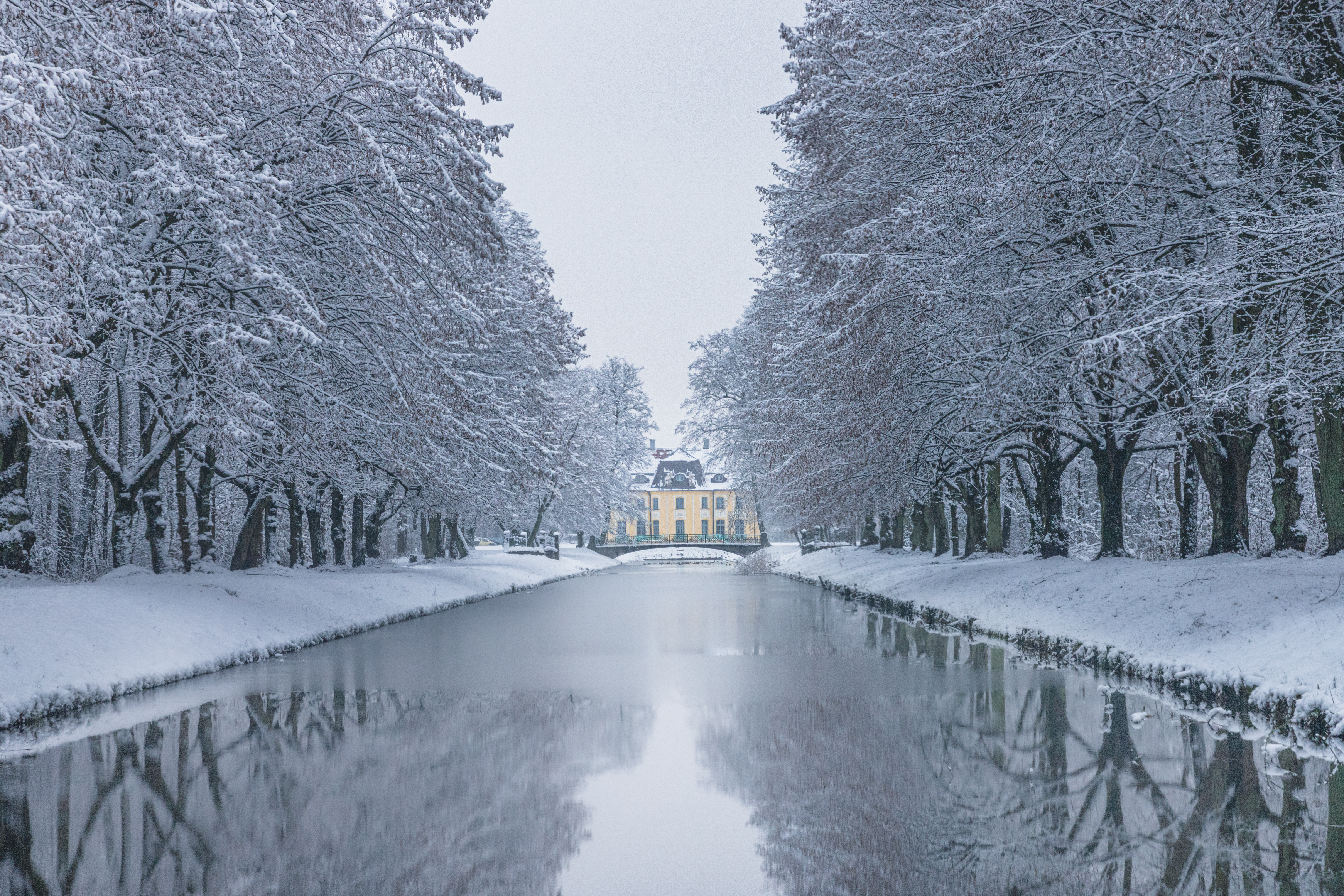
Parque e Palácio Branicki no inverno

Em 1709, Choroskie tornou-se propriedade do grão-hetman da República das Duas Nações, Jan Klemens Branicki. A cidade era tão charmosa que o hetman construiu uma residência de verão por muitos anos com custos enormes. Além do complexo, construído em grande escala, Branicki fundou uma igreja barroca de tijolos com um mosteiro dominicano. Ele também financiou um hospital, um asilo e uma igreja Uniata. Provavelmente foi então que uma fazenda senhorial foi fundada. A então praça da cidade era cercada por uma igreja, um mosteiro, uma prefeitura com 6 barracas de mercadores judeus, uma sinagoga com uma escola judaica. Em 1771 a cidade tinha 126 propriedades, 43 das quais pertenciam a judeus. A bebida mais popular daquela época — a cerveja, era produzida em Choroszcz por 15 cervejarias.
Após a morte do hetman, a duquesa Izabella Branicka recebeu como herança Choroszcz e Rogowo. Até a Terceira Partição da Polônia, Choroszcz pertencia ao condado de Grodno, na voivodia de Troki e era um enclave na voivodia da Podláquia. Após a Terceira Partição, encontrou-se a cidade no domínio prussiano e, após os Tratados de Tilsit em 1807, tornou-se parte do domínio russo. O censo prussiano no final do século XVIII mostrava: “584 habitantes, incluindo 156 judeus, 122 casas, 4 ruas, 9 tavernas, 8 cervejarias, 8 destilarias, 7 clérigos, 4 policiais e 1 unidade do regimento bósnio de von Gunther - 6 homens”.
Após a morte da duquesa Branicka, Choroszcz foi comprada em parte pela família Komar, e parte foi incorporada à propriedade Potocki, que logo a vendeu para Tadeusz Mostowski. A semente de uma manufatura têxtil na propriedade da Condessa Mostowska deu origem em 1840 à maior fábrica de tecidos e chapéus da família Moes na região e à carreira industrial da cidade. Com o desenvolvimento da fábrica, a estrutura nacional e religiosa de Choroszcz também mudou. Em 1886, do total de 1 512 habitantes, 765 eram judeus, mais de 300 católicos, cerca de 200 evangélicos (especialistas alemães que trabalhavam na fábrica) e cerca de 200 ortodoxos. A cidade fabril, funcionando independentemente da cidade, tinha 20 prédios de produção, 11 prédios residenciais, uma escola, uma padaria, 2 lojas, uma farmácia e uma igreja evangélica.

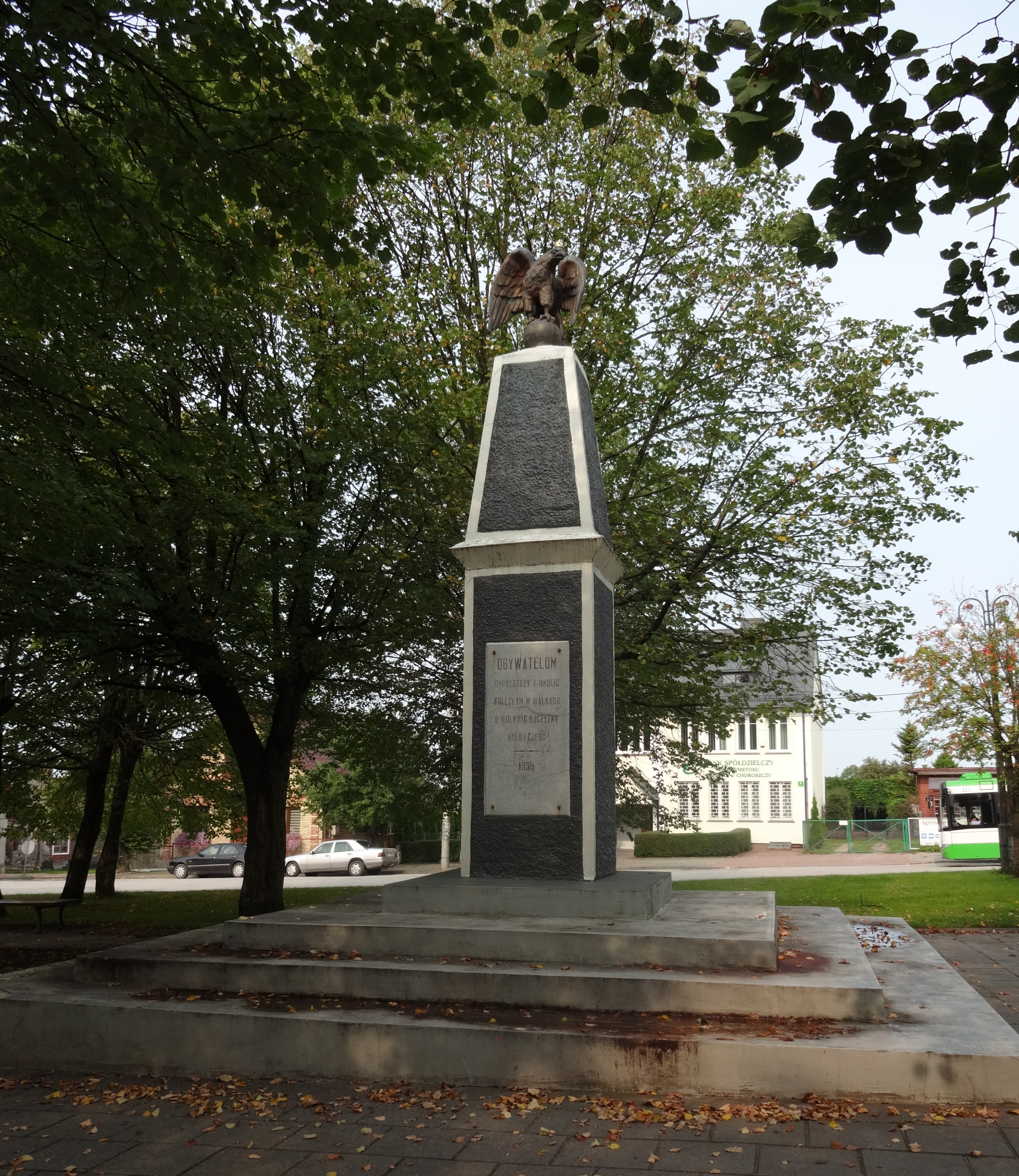
Monumento aos cidadãos de Choroszcz e arredores que morreram na luta pela liberdade de sua terra natal em 1934

Em 1839, a Ordem Dominicana foi dissolvida sob as restrições de participação no Levante de Novembro. Após a Revolta de Janeiro, uma escola russa foi instalada no edifício do mosteiro, e o padre da paróquia ortodoxa também morava aqui. Em 1865, a igreja de madeira foi demolida. A nova (hoje existente) foi consagrada em 1878.
A colina perto de Choroszcz, conhecida como “Szubienicą”, foi o local da execução de 11 insurgentes a partir de 1863, e os “tsaristas” mataram 3 insurgentes na estrada em Zastawa. Graças aos esforços da comunidade de Choroszcz, uma capela foi erguida no cemitério municipal entre 1913 e 1924, e em 1989 um memorial foi cerimoniosamente inaugurado na colina acima mencionada.
A eclosão da Primeira Guerra Mundial foi o fim das operações da fábrica. Dos 5 mil habitantes de antes da Primeira Guerra, em 1921, apenas 2 405 pessoas viviam em Choroszcz. O período entre guerras é uma nova etapa na história da cidade. Graças à iniciativa do Dr. Zygmunt Brodowicz, um hospital psiquiátrico foi inaugurado nas instalações da antiga fábrica em 1930.
Em 1929, a comunidade judaica possuía uma sinagoga na cidade.
Após a agressão alemã, eslovaca e soviética contra a Polônia em 1 de setembro de 1939, Choroszcz e o hospital acabaram nas fronteiras da União Soviética. Naquela época, alguns pacientes do hospital psiquiátrico de Choroszcz foram transportados para o interior da União Soviética. Como resultado do ataque realizado em 22 de junho de 1941, o hospital passou da União Soviética para as mãos do Terceiro Reich. Como resultado, por iniciativa do departamento médico do comando de campo da Wehrmacht, já no final de agosto de 1941, soldados alemães usaram metralhadoras para matar 464 pacientes em tratamento nesse hospital psiquiátrico.
As valas comuns em Nowosiółki escondem 4 mil vítimas: civis, guerrilheiros, muitos padres e freiras, assassinados em 1941–1944 durante a ocupação alemã das terras polonesas. A população judaica da cidade foi deportada para o gueto de Białystok, de onde foi enviada para o campo de extermínio alemão de Treblinka em novembro de 1943. O fim do domínio do regime do Terceiro Reich ocorreu em 27 de julho de 1944, como resultado da captura de Choroszcz por soldados do 3.º Exército da Segunda Frente Bielorrussa do Exército Vermelho.
Os anos do pós-guerra trouxeram a Choroszcz, entre outras coisas, a reconstrução da residência de verão dos Branickis (1969–1973), que agora abriga o Museu de Interiores do Palácio.
Em 1979, foi criada a Sociedade de Amigos de Choroszcz.

Complexo da antiga fábrica de tecidos de August Moes
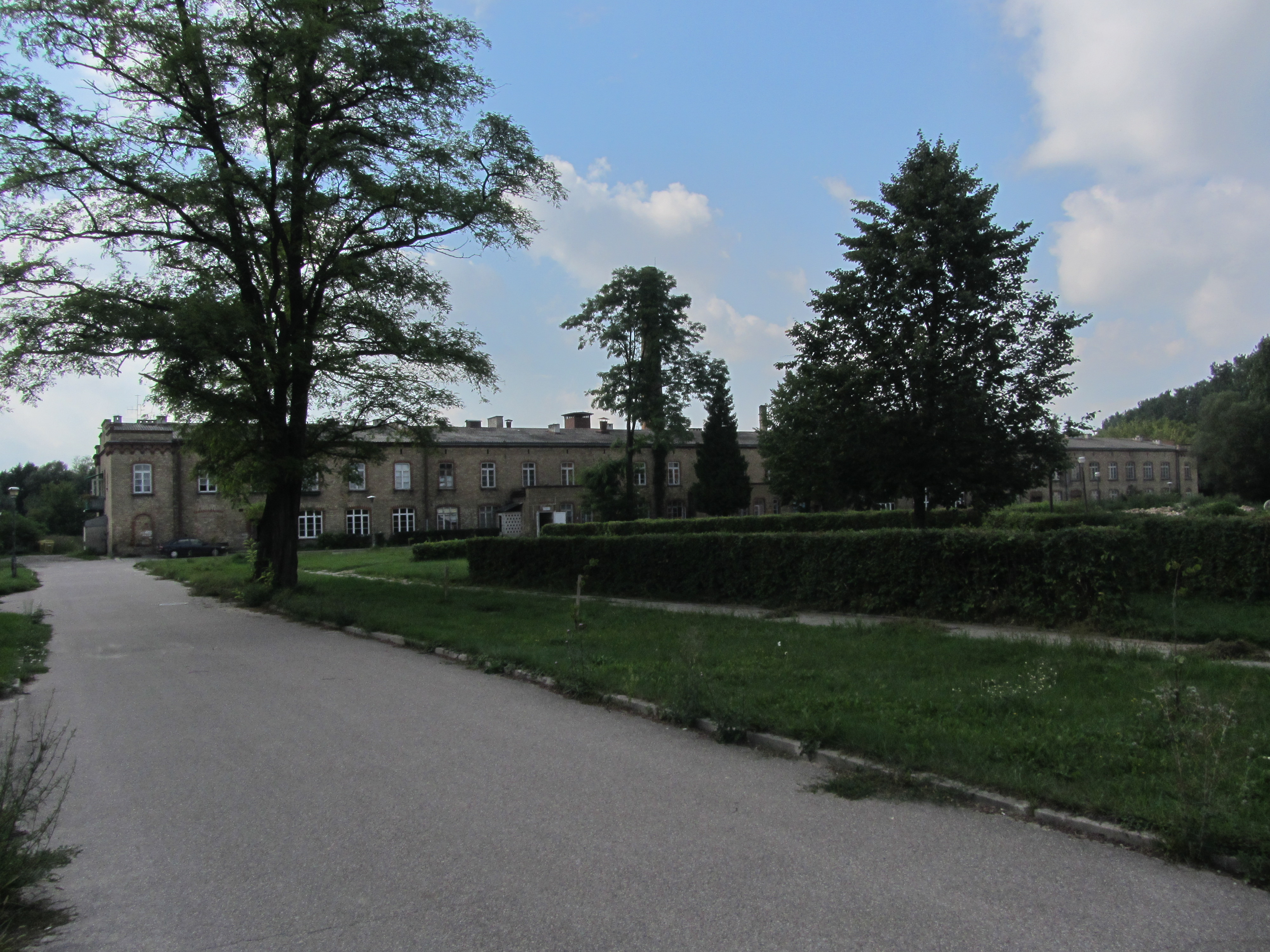
(Edifício n.º 47), atualmente a casa de máquinas do hospital
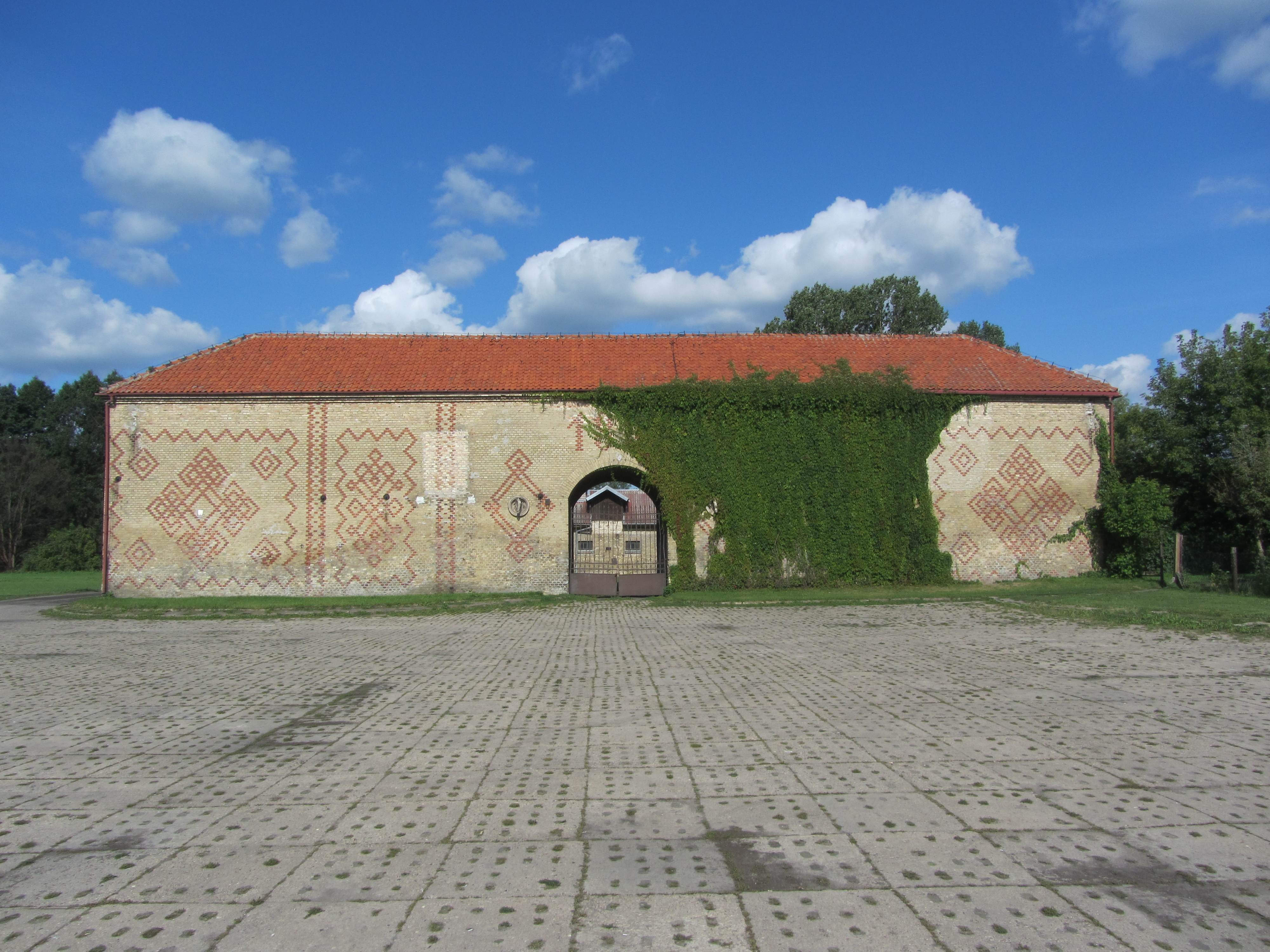
Antigo estábulo com armazém
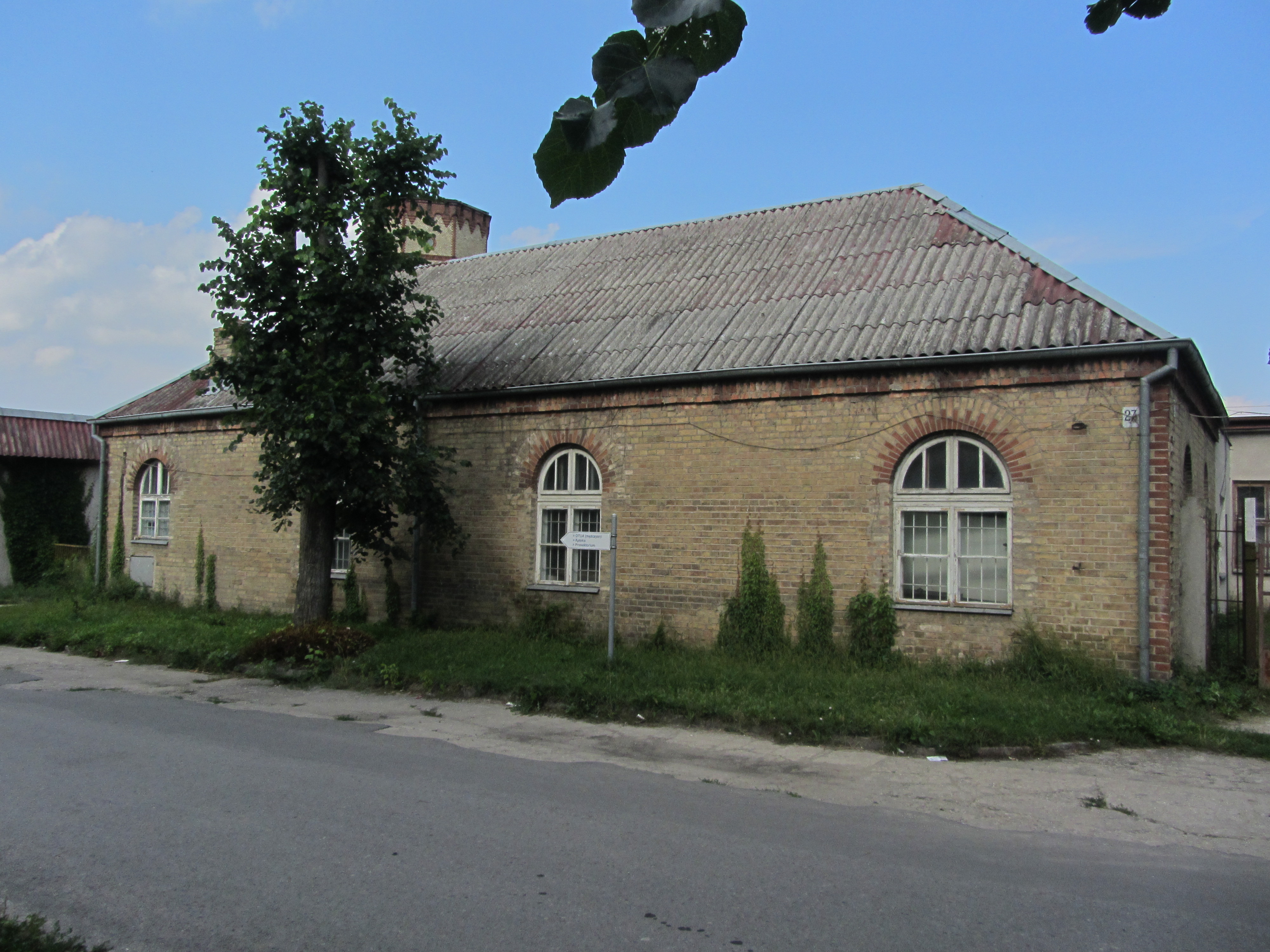
Antiga portaria (edifício n.º 27)
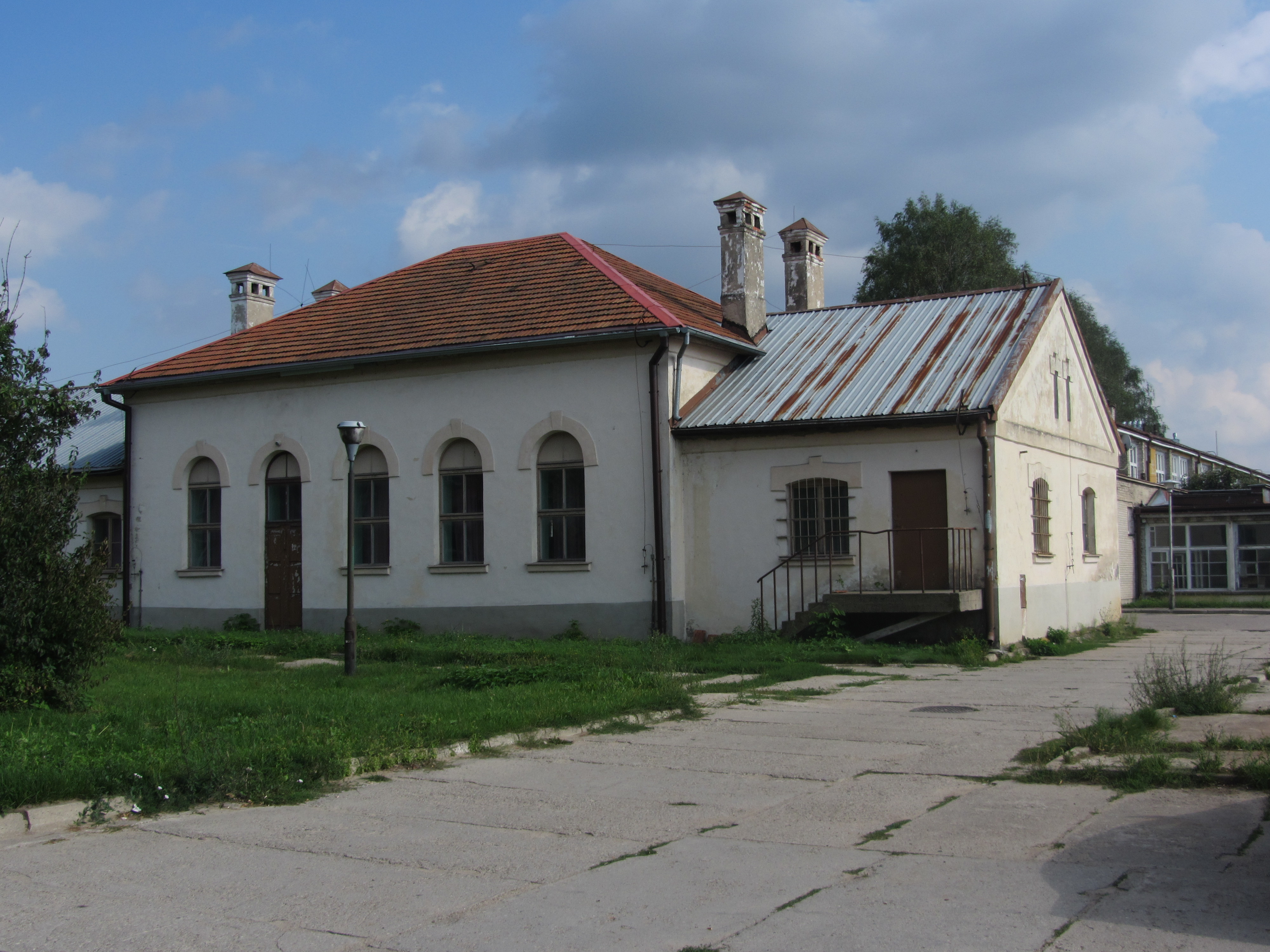
Antiga oficina do ferreiro, mais tarde o edifício do cinema do hospital “Zdrowie”, agora uma capela
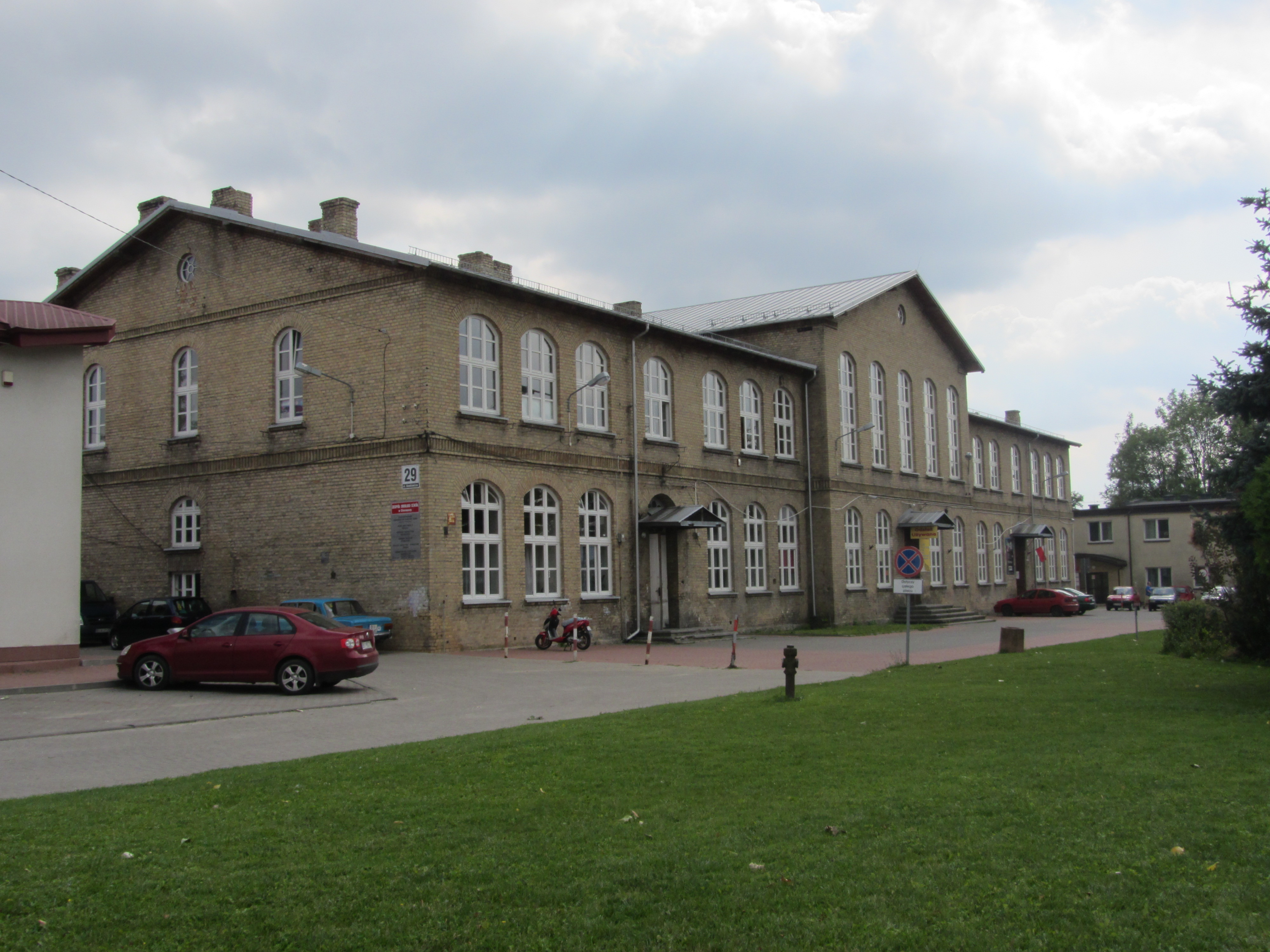
Centro Cultural Municipal e Comunal
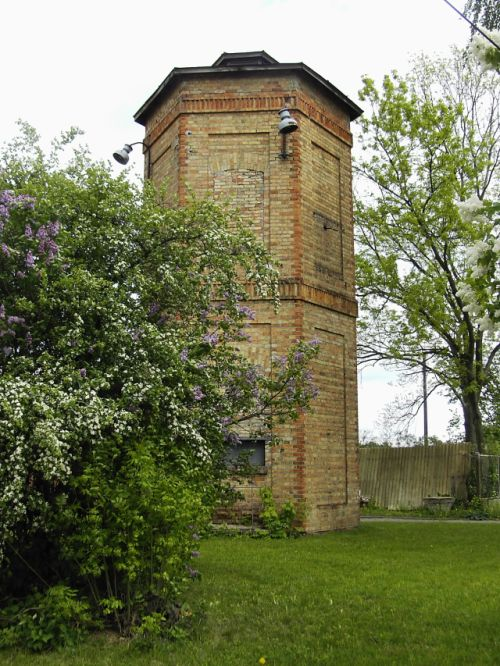
Castelo d'água

## Monumentos históricos

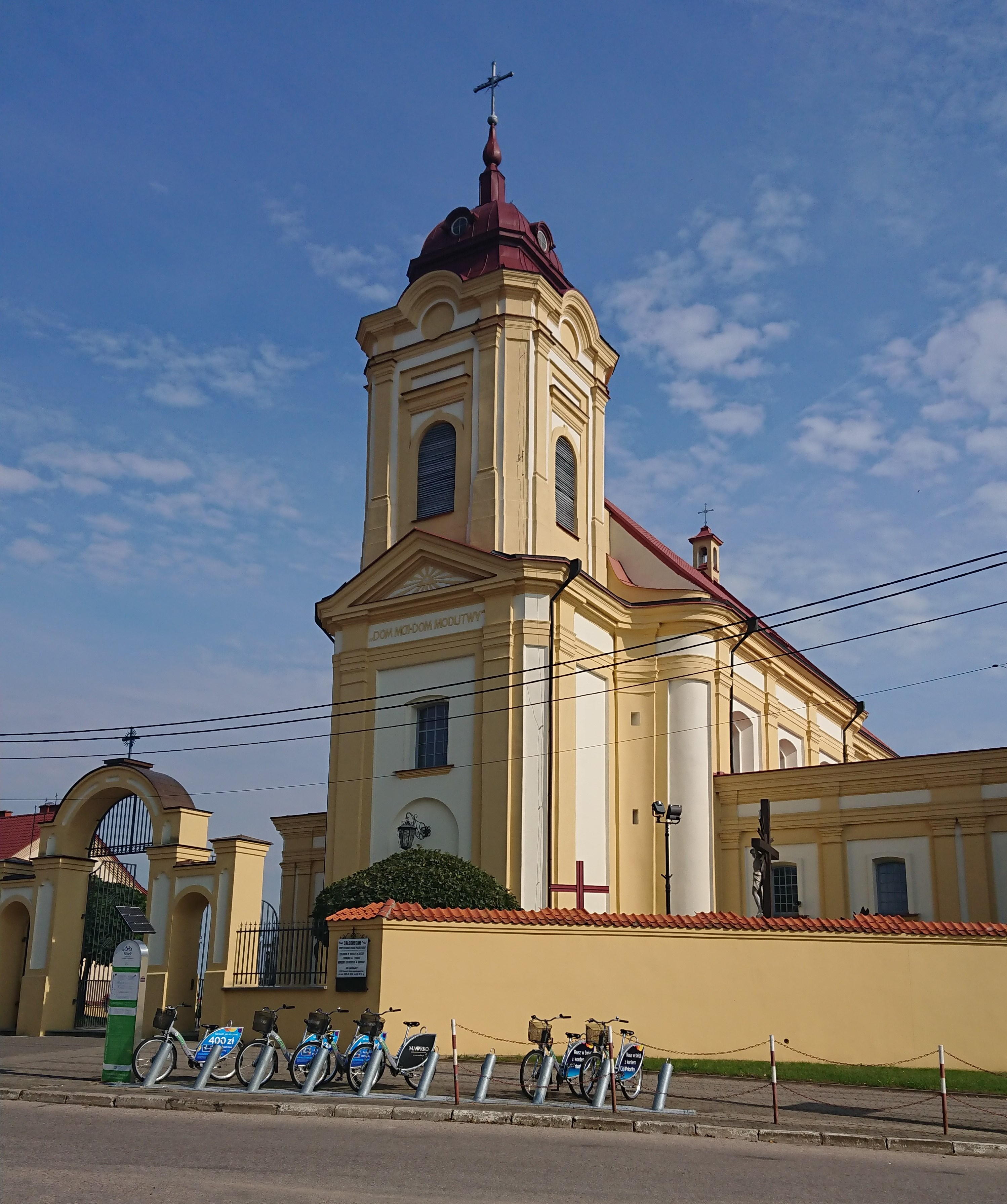
Igreja de São João Batista e Santo Estêvão

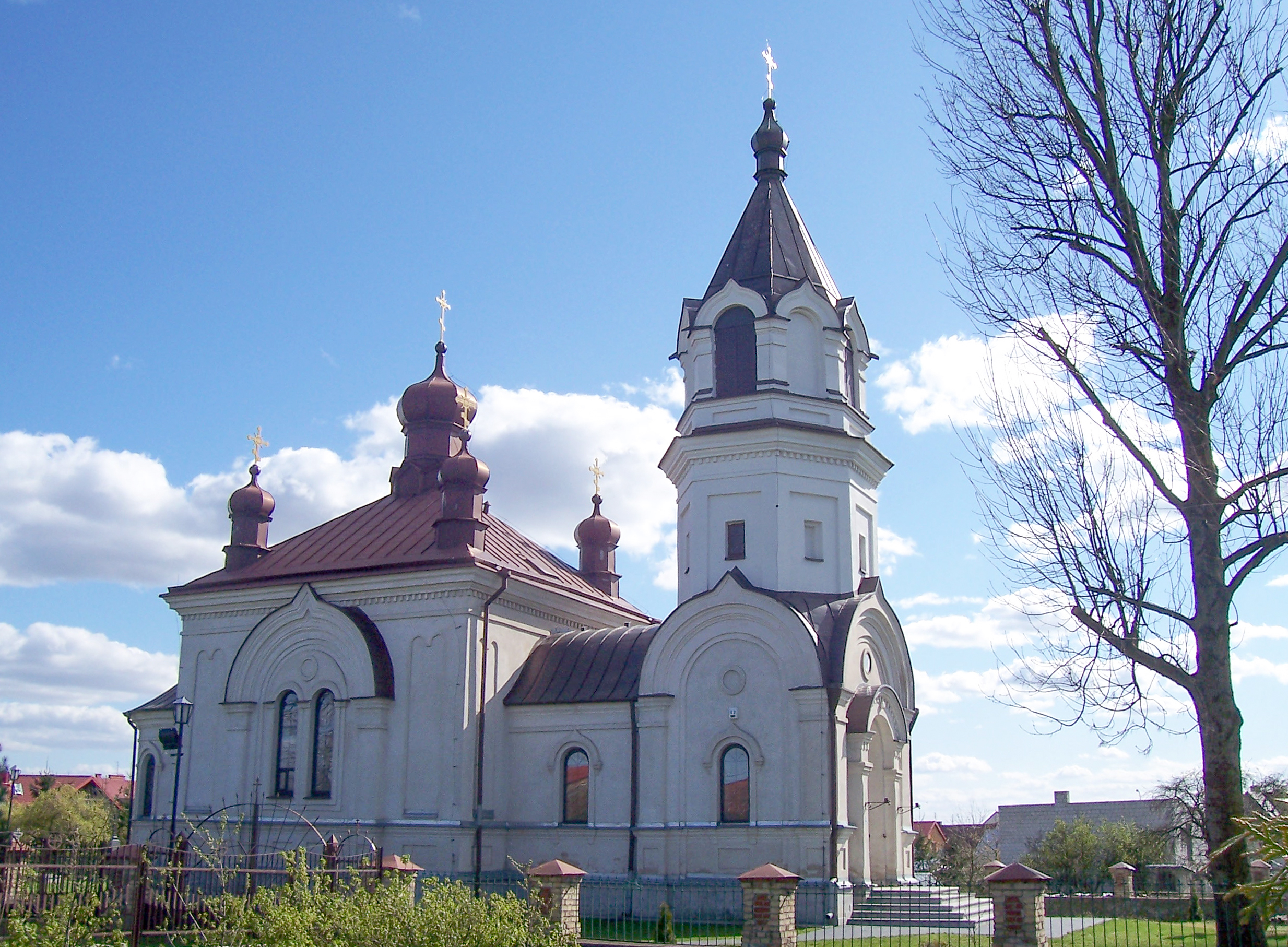
Igreja ortodoxa da Proteção da Mãe de Deus

Lista de monumentos imóveis inscritos no registro de monumentos do Instituto do Patrimônio Nacional:
- Complexo do mosteiro dominicano, rua 9 Maja:
  - Igreja paroquial de São João Batista e Santo Estêvão, 1753–1756, reconstruída em 1920 e depois de 1945,
  - Antigo mosteiro, 1763, reconstruído no século XX,
  - Capela, 1756–1759,
- Igreja ortodoxa de Nossa Senhora da Proteção, 3.º quarto do século XIX,
- Complexo do palácio Branicki — atualmente Museu do Interior do Palácio.
  - Palácio, 2.ª metade do século XVIII, reconstruído após 1956,
  - Parque, 1725–1763, redesenhado na segunda metade do século XIX,
- Complexo da fábrica de tecidos de August Moes — hoje hospital psiquiátrico, final do século XIX - após 1900:
  - 12 edifícios da fábrica
  - Torre de água
  - Portão de entrada

A fábrica foi construída no local da antiga propriedade Branicki, depois que foi comprada por Fryderyk Moes em 1843. Pavilhões da fábrica preservados erguidos nos anos 1890–1910. Todos os equipamentos da fábrica foram exportados de Choroszcz em 1915.
- Capela do cemitério da Ressurreição de Jesus Cristo, rua Piaskowa, 1921,
- Cemitério judaico, início do século XIX.

Outros monumentos:
- Praça do mercado em Choroszcz cercada por prédios residenciais do século XIX
- Capela com a imagem de São João Nepomuceno (século XVIII)
- Cemitério de guerra

## Demografia
Conforme os dados do Escritório Central de Estatística da Polônia (GUS) de 31 de dezembro de 2024, Choroszcz é uma cidade pequena com uma população de 6 162 habitantes (17.º lugar na voivodia da Podláquia e 503.º na Polônia), tem uma área de 16,8 km² (23.º lugar na voivodia da Podláquia e 381.º lugar na Polônia) e uma densidade populacional de 367 hab./km² (25.º lugar na voivodia da Podláquia e 681.º lugar na Polônia). Nos anos 2002–2024, o número de habitantes aumentou 14,9%.
Os habitantes de Choroszcz constituem cerca de 3,88% da população do condado de Białystok, constituindo 0,54% da população da voivodia da Podláquia.
| Descrição                         | Total      | Total    | Mulheres   | Mulheres | Homens     | Homens   |
| --------------------------------- | ---------- | -------- | ---------- | -------- | ---------- | -------- |
| unidade                           | habitantes | %        | habitantes | %        | habitantes | %        |
| população                         | 6 162      | 100      | 3 117      | 50,6     | 3 045      | 49,4     |
| superfície                        | 16,8 km²   | 16,8 km² | 16,8 km²   | 16,8 km² | 16,8 km²   | 16,8 km² |
| densidade populacional (hab./km²) | 367        | 367      | 185,7      | 185,7    | 181,3      | 181,3    |

Segundo o censo de 1921, 2 405 pessoas viviam em Choroszcz, 1 679 das quais eram católicas, 135 ortodoxas, 63 evangélicas, 72 greco-católicas, 450 judeus e 6 batistas. Ao mesmo tempo, 1 954 habitantes declararam nacionalidade polonesa, 4 bielorrussa, 44 alemã, 390 judeus, 13 russos e 1 letão. Em 1921, havia 344 edifícios residenciais.
- Diagrama da população da cidade de Choroszcz desde 1580:

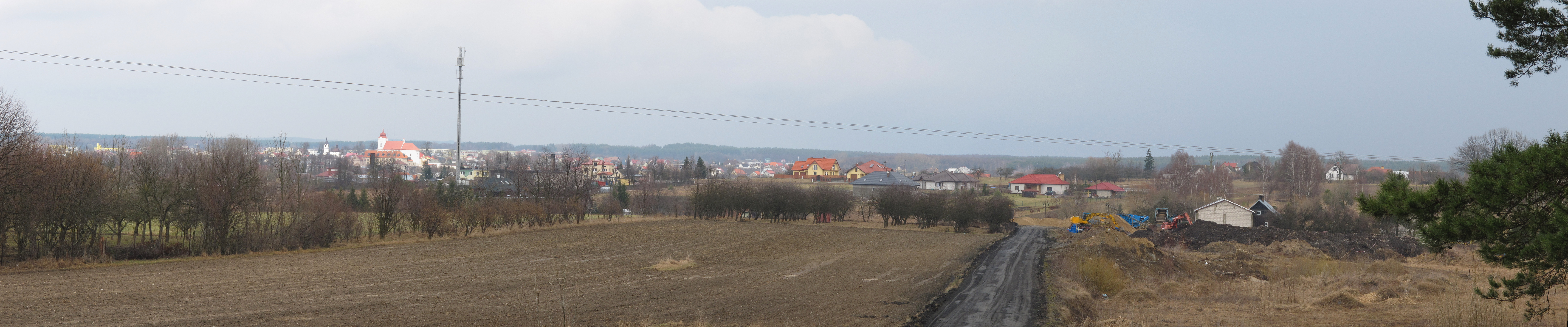
Choroszcz vista da colina “Szubienica”

## Transportes

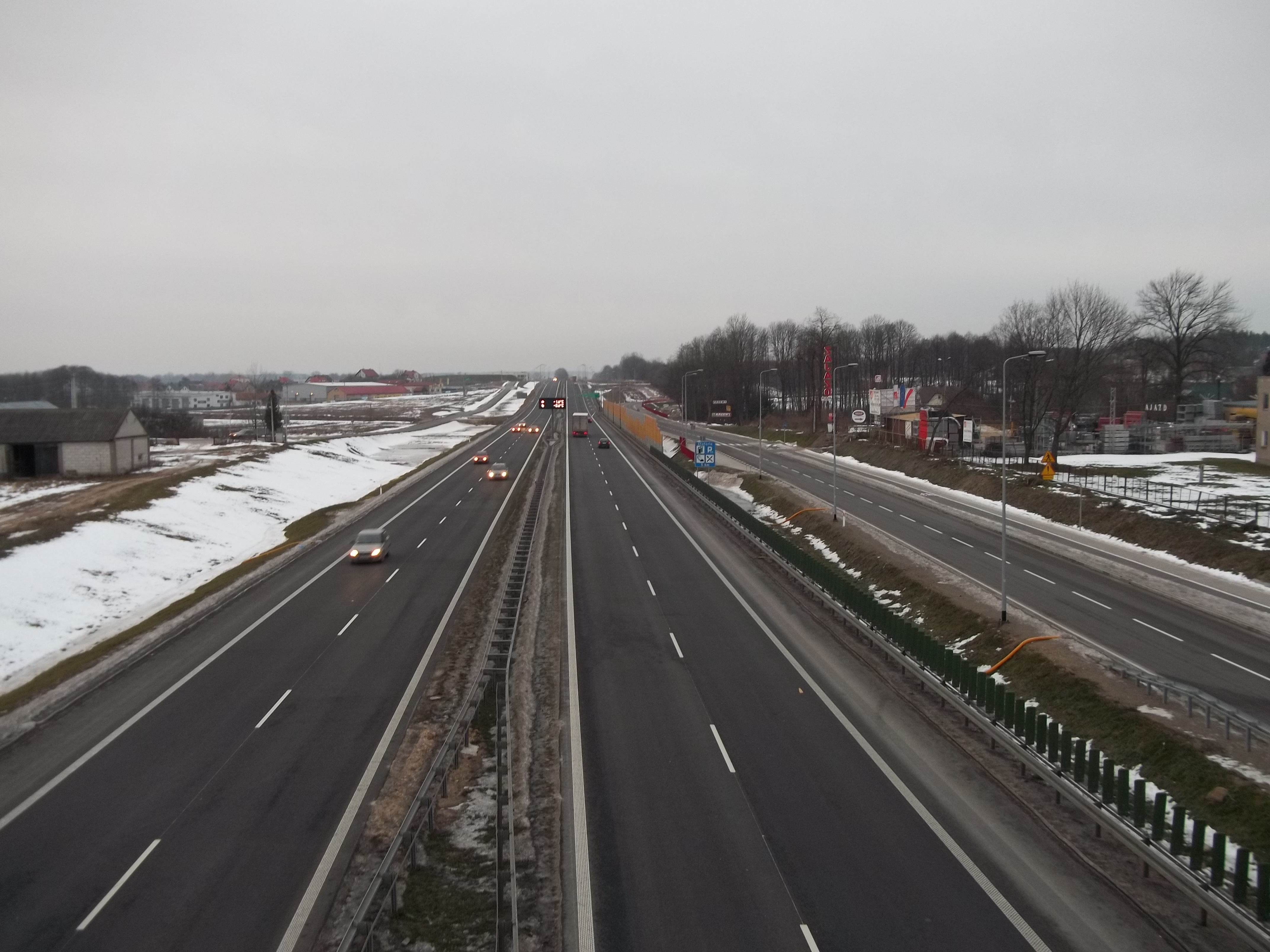
Via expressa n.º 8 vista do viaduto em Mickiewicza

As seguintes estradas passam pela cidade:
- : Helsinque – Kowno – Varsóvia – Praga,
- : Kudowa-Zdrój – Breslávia – Varsóvia – Białystok – Suwałki – Budzisko,

Em 12 de setembro de 2012, foi inaugurado um trecho da via expressa Jeżewo Stare — Białystok, com 24,5 km de extensão

### Planejamento
- – Rodoanel Białystok

### Transporte público
Pode-se chegar a Choroszcz pela linha n.º 103 operada pela Central de Transportes Municipal em Białystok. Choroszcz está localizada a cerca de 6 km das fronteiras de Białystok e a 13 km do centro da cidade. Choroszcz também pode ser alcançado por ônibus de piso baixo que servem, entre outros, para o transporte de pessoas com deficiência.

## Instituições públicas

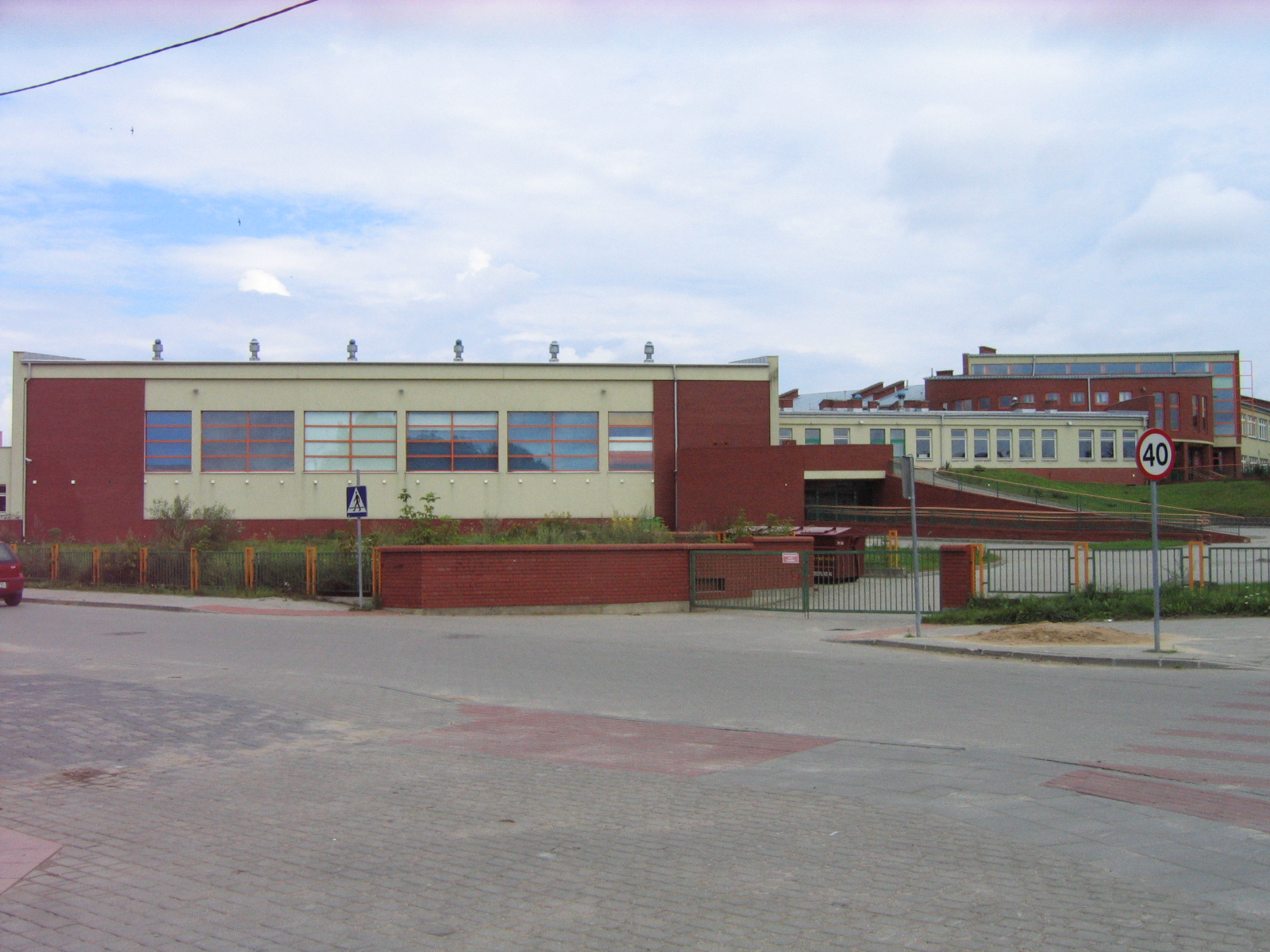
Complexo escolar em Choroszcz

- Banco Spółdzielczy em Białystok, sucursal em Choroszcz
- Centro Municipal e Comunal de Cultura e Esportes em Choroszcz[13]
- Biblioteca Pública Municipal e Comunal
- Centro de Informações Comunitárias
- Correios
- Delegacia de polícia
- Corpo de Bombeiros Voluntário
- Hospital psiquiátrico[14]
- Usina combinada de calor e energia
- Complexo escolar em Choroszcz
- Escola primária em Choroszcz Henryk Sienkiewicz
- Jardim de infância João Paulo II
- Igreja de São João Batista e Santo Estêvão
- Igreja ortodoxa da Proteção da Mãe de Deus

## Igrejas e associações religiosas
- Igreja Católica de Rito Latino
  - Paróquia de São João Batista e Santo Estêvão
- Igreja Ortodoxa Polonesa
  - Paróquia da Proteção da Mãe de Deus

## Eventos cíclicos
| Nome                                                             | Local                                                      | Data                                                   |
| ---------------------------------------------------------------- | ---------------------------------------------------------- | ------------------------------------------------------ |
| Pista de Esqui do rio Narew                                      |                                                            |                                                        |
| Aniversário de Hetmanowa Branicka                                | Palácio Branicki                                           |                                                        |
| Marcha com a bandeira no dia da bandeira da República da Polônia |                                                            | 2 de maio                                              |
| Noite Internacional dos Museus                                   | Palácio Branicki                                           |                                                        |
| Dias de Choroszcz                                                |                                                            | Junho (desde 1982)                                     |
| Feira Dominicana                                                 | Parque do Palácio (exceto 2013–2017)                       | Primeiro domingo de agosto (desde 5 de agosto de 1990) |
| Dia do Exército polonês                                          |                                                            | 15 de agosto                                           |
| Jam Session no Estábulo (concerto musical)                       | Um dos prédios da antiga fábrica de tecidos de August Moes | Último sábado de agosto                                |
| Dia da Independência                                             | Praça 11 de Novembro                                       | 11 de novembro                                         |
| Choroszczańskie Dyktando                                         | Centro Cultural Municipal e Comunal                        | novembro                                               |

## Turismo e esportes
Existe um clube de futebol em Choroszcz, Narew Choroszcz, que joga em competições organizadas pela Associação de Futebol da Podláquia — está presente na fase mais baixa da competição, ou seja, a classe A. Há também 2 equipes que jogam diariamente nas competições da liga municipal: LZS Choroszcz e Lambada Choroszcz. O treinamento de futebol para crianças é realizado pelos clubes: Narew Choroszcz (para meninos) e Lambada Choroszcz (para meninas).

### Instalações esportivas
- Estádio Municipal
- Orlik 2012 — um campo multifuncional, um campo de futebol
  - Na temporada de inverno, o campo esportivo multifuncional abriga a pista de gelo “Biały Orlik”.
- Ginásio de esportes no Complexo Escolar

### Ciclovias
| Nome                                     | Extensão | Trajeto |
| ---------------------------------------- | -------- | --- |
| Circuito do Parque Nacional do rio Narew | 90 km    | Choroszcz – Baciuty – Suraż – Łapy – Kurowo – Tykocin – Złotoria – Choroszcz.                                                             |
| Trilha Włókniarzy                        | 60 km    | Fasty – Dzikie – Żółtki – Choroszcz – Kościuki – Niewodnica Kościelna – Tołcze – Dobrowoda – Bojary – Suraż – Zawyki – Doktorce – Strabla |
| Trilha Światowid                         | 17.8 km  | Białystok – Krupniki – Choroszcz – Konowały – Kruszewo                                                                                    |

### Trilhas para caminhadas
| Nome           | Extensão | Trajeto |
| -------------- | -------- | --- |
| Zygmunt Gloger | 48 km    | Białystok (Starosielce) – Krupniki – Sienkiewicze – Choroszcz – Ruszczany – Rogówek – Rogowo – Pańki – Rzędziany – Leśniki – Saniki – Tykocin – Łopuchowi – Jeżewo Nowe – Jeżewo Stare |

## Meios de comunicação

### Imprensa
- Gazeta w Choroszczy[17]
- Horyzonty Choroszczy

## Monumentos a Lenin
Durante a ocupação soviética de 1939-1941, três monumentos a Lenin foram erguidos em Choroszcz, que foram demolidos depois que o Exército Vermelho foi removido da cidade no final de junho de 1941.